# Plataforma de Afectados por la Hipoteca
La Piattaforma delle Vittime dei Mutui (Plataforma de Afectados por la Hipoteca o PAH) è un'associazione e movimento sociale per il diritto all'abitazione sorto a febbraio 2009 a Barcellona ed è presente in tutto il territorio spagnolo. La Piattaforma nacque durante la crisi immobiliare spagnola del 2008-2013 che fu scatenata dalla bolla immobiliare e dalle posteriori proteste in Spagna del 2011.

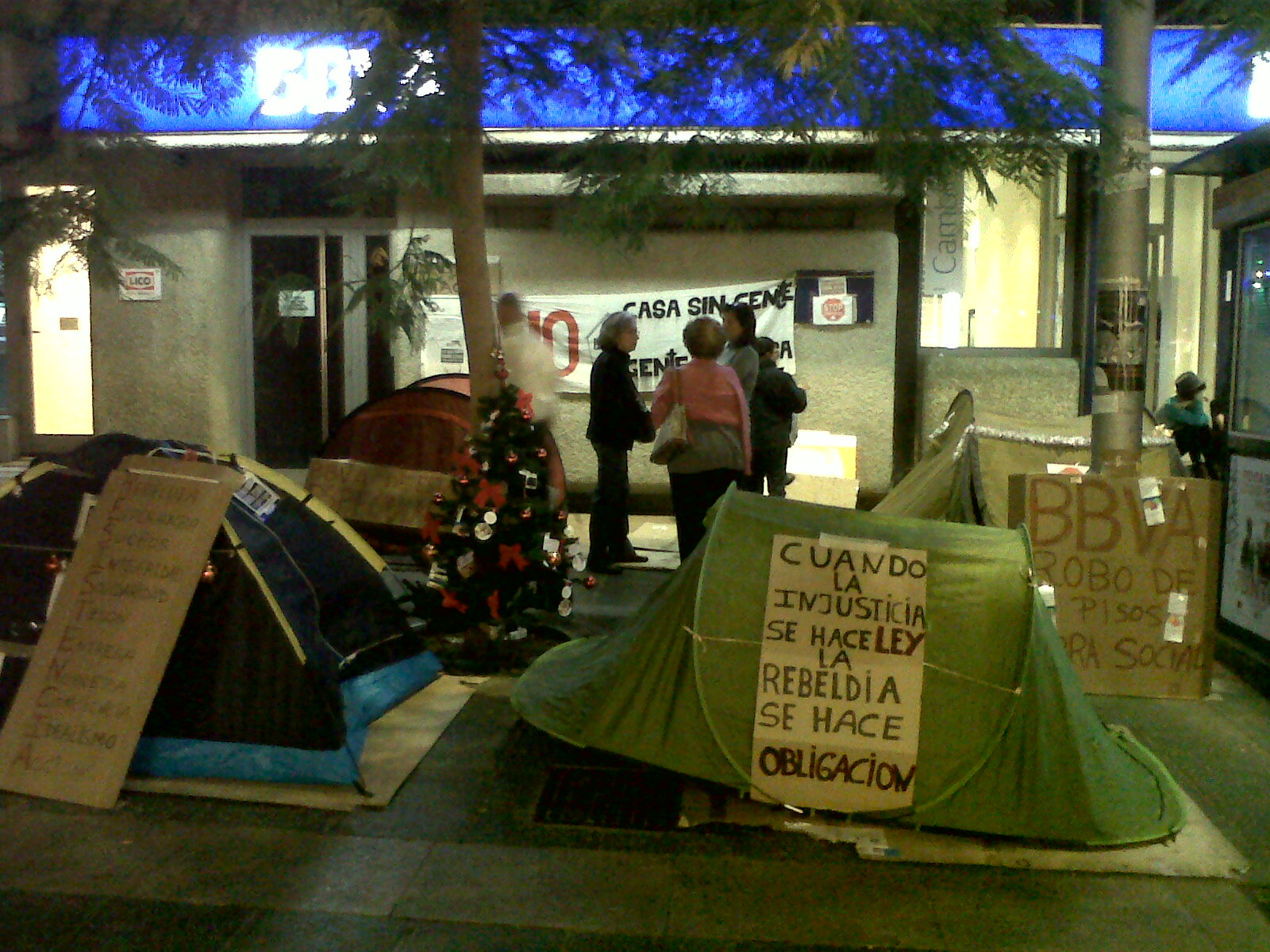
La Piattaforma alle porte del BBVA a Santa Cruz de Tenerife.

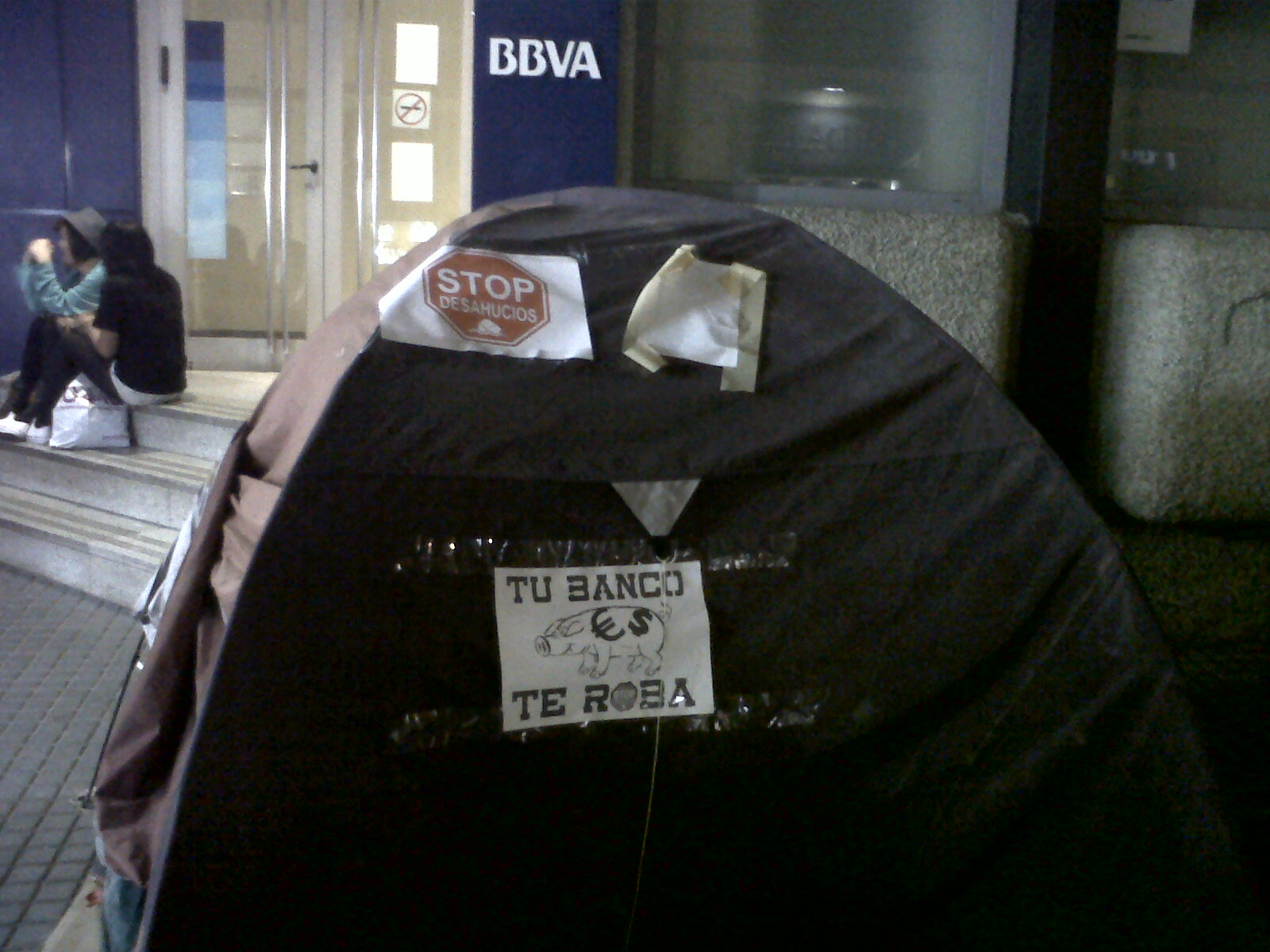
La Piattaforma alle porte del BBVA a Santa Cruz de Tenerife.

La PAH raggruppa a persone con difficoltà per pagare l'Ipoteca, che si trovano in un processo di sfratto e persone solidali con questa problematica sociale.
La Piattaforma si considera un movimento orizzontale, nonviolento, assembleario e apartitico. Si riunisce in modo assembleario per esporre i distinti casi delle vittime, offrendo consulenze ed appoggio mutuo per trovare un aiuto tanto pratico come emozionale. Il 18 maggio del 2011 la PAH, con domicilio fiscale in Calle de Córcega a Barcellona, si registrò nel Registro Nazionale delle Associazioni del Ministero dell'Interno.

## Antecedenti
Nel periodo 1996-2006 il prezzo delle abitazioni in Spagna incrementò di circa il 180%. Gli stipendi non incrementarono allo stesso modo e ciò portò ad una situazione nella quale i cittadini spendevano gran parte del proprio stipendio nell'acquisto di una casa.
L'aumento dei prezzi fu causato dalla bolla immobiliare, che a sua volta fu causata dalla scarsezza di abitazioni in affitto e dall'esistenza di tre milioni di abitazioni vuote, que corrispondeva ad il 20% del totale.
Dall'inizio della grande depressione l'aumento della disoccupazione arrivò a cifre superiori al 20% e molte famiglie non potettero fronteggiare il pago del mutuo sull'abitazione. Tra il 2008 ed il 2012 si effettuarono più di 200.000 sfratti.

## Campagne

### Stop sfratti
La Piattaforma realizza azioni di disobbedienza civile e di resistenza passiva per impedire le esecuzioni e le notificazioni di sfratti, convocando concentrazioni sulla porta di casa delle vittime ed impedendo il passo agli ufficiali giudiziari. Questa campagna iniziò nel novembre del 2010 e nel febbraio del 2017 aveva già fermato 2045 sfratti su tutto il territorio spagnolo, secondo la propria organizzazione.

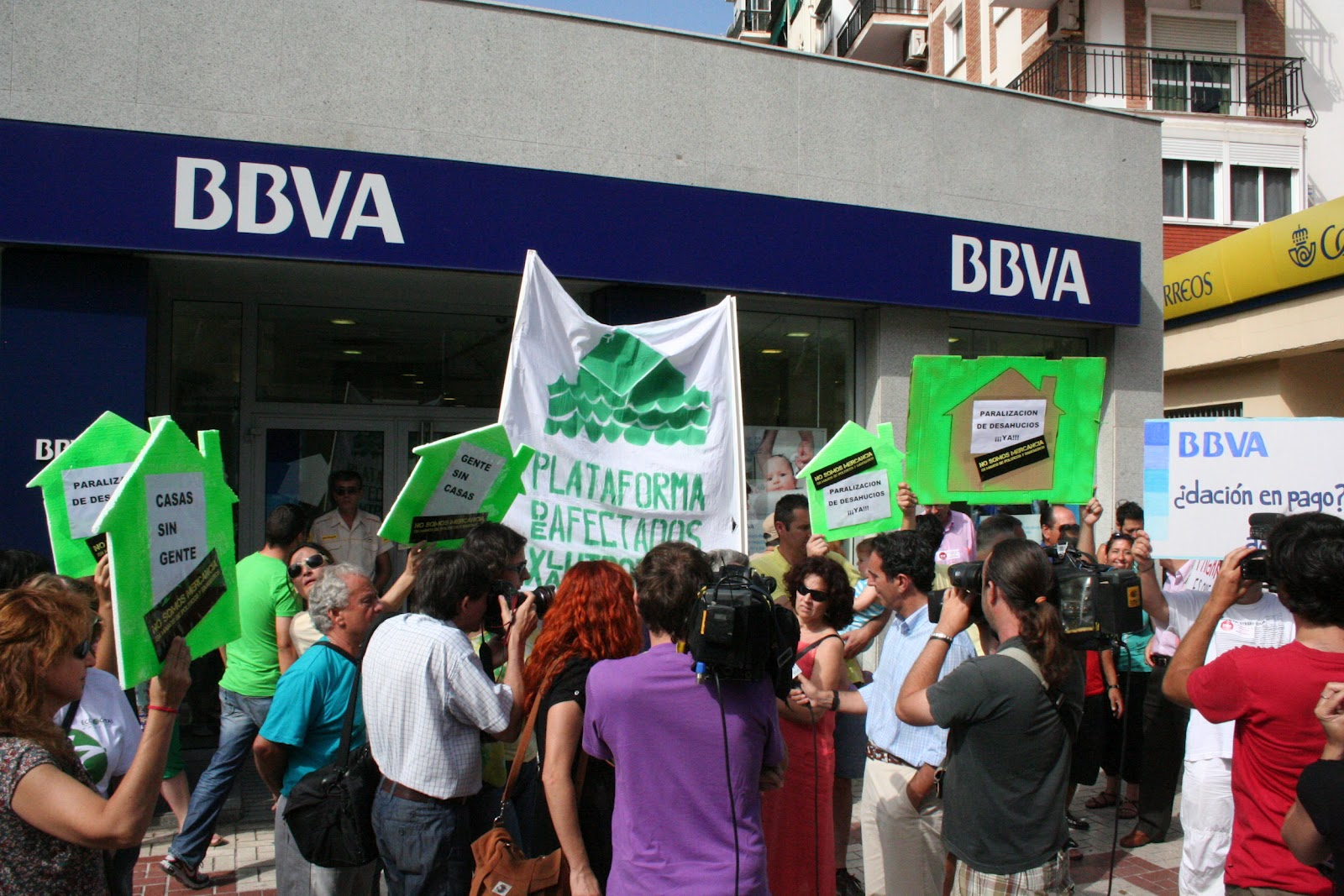
Protesta alle porte di una succursale del BBVA a Malaga, per la dazione in pagamento del mutuo di una famiglia vittima, 7 giugno 2012.

### Opera Sociale la PAH
Di fronte al crescente numero di sfratti la piattaforma propone una campagna per l'appropiazione cittadina delle abitazioni vuote in mano ad entità finanziarie e frutto di processi esecutivi. Nei casi in cui le concentrazioni cittadine di stop sfratti non riescono a frenare gli sfratti, la PAH da sostegno alle famiglie per occupare le abitazioni che sono state sfrattate. Questa campagna ha un triplice obiettivo:
- Recuperare la funzione sociale dell'abitazione vuota per garantire che la famiglia non rimanga per strada.
- Aumentare la pressione sulle entità finanziarie per farle accettare la dazione in pagamento.
- Forzare le amministrazioni pubbliche a che adottino le misure necessarie per garantire il diritto all'abitazione.

Il titolo di questa campagna è una parodia della Obra Social La Caixa, una delle banche involucrate negli sfratti massivi di questi anni. 

### Mobilizzazioni del 25-S
Il 25 settembre del 2011, la PAH organizzò una mobilizzazione statale in 41 città spagnole. Migliaia di persone rivendicarono un cambio della normativa per fermare i continui sfratti causati dalla crisi economica e permettere la dazione in pagamento retroattivo, ed in difesa del diritto costituzionale spagnolo ad un'abitazione degna.